# Sphaerophoria bankowskae
Sphaerophoria bankowskae là một loài ruồi trong họ Ruồi giả ong (Syrphidae). Loài này được Goeldlin de Tiefenau mô tả khoa học đầu tiên năm 1989. Sphaerophoria bankowskae phân bố ở vùng Cổ Bắc giới (Đan Mạch)